# Roca Sabardana
La Roca Sabardana és un turó de 464,4 m alt del terme comunal de Rodès, de la comarca del Conflent, a la Catalunya del Nord. És> a l'esquerra de la Tet, al sud-est de Ropidera i a prop al nord de la resclosa del Pantà de Vinçà.